# José Mário Vaz
José Mário Vaz, conegut com a Jomav, (Cacheu, 10 de desembre de 1957) és un economista i polític guineà i des de 23 de juny de 2014, el president de Guinea Bissau. Va ser ministre de Finances, i membre del Partit Africà per la Independència de Guinea i Cap Verd.
Economista format a Portugal, José Mário Vaz es presenta com un home que imposa rigor a l'administració pública i com un ferm defensor del treball, havent exercit com a alcalde de Bissau i com a ministre de Finances al govern deposat pel cop d'estat del 2012. José Mário Vaz, militant del Partit Africà per la Independència de Guinea i Cap Verd (PAIGC) des de 1989, és conegut com "l'home dels 25" per haver aconseguit pagar els sous dels funcionaris puntualment (el dia 25 de cada mes) quan era ministre de Finances..
José Mário Vaz va ser elegit en segona volta el 18 de maig de 2014, després que el PAIGC, que li donava suport, ja hagués obtingut una majoria absoluta a les eleccions legislatives, les primeres eleccions celebrades a Guinea Bissau des del cop d'estat del 12 d'abril de 2012. Les eleccions permeten la normalització de les relacions diplomàtiques i de cooperació amb la majoria de la comunitat internacional, que no va reconèixer les autoritats de transició nomenades després del cop militar del 2012.
Vaz va ser candidat a les eleccions presidencials Guinea-Bissau 2019.
El 27 de juny de 2019, quatre dies després que acabés el seu mandat, va ser substituït pel president de l'Assemblea Nacional Popular de Guinea Bissau, Cipriano Cassamá, que continuaria sent president interí fins a les eleccions de novembre, però es va negar a dimitir.
Va ser el primer president de la història de Guinea Bissau a completar un mandat de cinc anys.